# Arnaldo T. Musich
Arnaldo Tomás Musich (Buenos Aires, 1 de enero de 1926-ibídem, 25 de noviembre de 2006) fue un abogado y empresario argentino. Ocupó cargos directivos en el grupo Techint y se desempeñó brevemente como embajador en Estados Unidos en 1976.

## Biografía
Estudió abogacía en la Facultad de Derecho de la Universidad de Buenos Aires, graduándose en 1948. Luego se especializó en economía y finanzas. A mediados de los años 1950, fue secretario general de la Unión Republicana, partido conservador de poca duración.
En la década de 1960 adhirió al desarrollismo, fundando el seminario Causa. Formó parte del gobierno de Arturo Frondizi como asesor económico en el Ministerio de Relaciones Exteriores y Culto de la Nación. En ese período integró comitivas argentinas en viajes a Estados Unidos y Europa, participando también y encabezando delegaciones de Argentina en reuniones de organismos económicos internacionales.
Fue uno de los propulsores del Banco Interamericano de Desarrollo (BID), desempeñándose luego como consultor económico.
Parte de su carrera la desarrolló en el grupo Techint, al cual ingresó en los años 1960, ocupando cargos directivos en Propulsora Siderúrgica y Dálmine Siderca, entre otras empresas del grupo. También presidió una empresa de crédito financiero y la Fundación de Investigaciones Económicas Latinoamericanas.
En junio de 1976 el presidente de facto Jorge Rafael Videla lo nombró embajador en Estados Unidos, integrando un grupo de civiles que ocupó misiones diplomáticas a comienzos de la dictadura autodenominada Proceso de Reorganización Nacional. Presentó sus cartas credenciales el 19 de julio ante el presidente Gerald Ford. Permaneció en el cargo pocos meses, renunciando el 17 de septiembre de 1976. Según Juan Bautista Yofre, la renuncia fue atribuida a diferencias con la dictadura en la cuestión de los derechos humanos. Musich había sido presionado por las detenciones de ciudadanos estadounidenses en Argentina, entre ellas la de un sacerdote católico con quien se encontró tras su liberación. Esto causó malestar del entonces canciller César Guzzetti, quien amenazó a Videla con renunciar si no apartaba al embajador. Musich también había dado un reportaje donde expresó: «Una vez que se remuevan aquellos dos cánceres (en referencia al ERP y Montoneros) habrá que limpiar el bisturí», manifestándose en contra de los elementos «duros» del Proceso y buscando mejorar la imagen de Videla.
Fue miembro del Consejo de las Américas y de agrupaciones empresariales argentinas, además de ser consultor para financistas e inversores estadounidenses. Fue miembro fundador y vocal del Consejo Argentino para las Relaciones Internacionales (CARI). En 2002 fue incorporado a la Academia Nacional de Ciencias de la Empresa como académico de número.
Falleció en noviembre de 2006 a los 80 años.

## Obra
- La política económica argentina y su proyección internacional (1962).[11]